# ولیویتا پاهالاگاما
ولیویتا پاهالاگاما (به لاتین: Weliwita Pahalagama) یک منطقهٔ مسکونی در سری‌لانکا است که در استان مرکزی (سری‌لانکا) واقع شده‌است.